# CANMORE (Datenbank)
CANMORE (Selbstbeschreibung: National Record of the historical Environment) ist eine nationale Datenbank für historische Monumente in Schottland.
Es ist eine Sammlung von Dokumenten und Bildern und enthält 2021 über 320.000 Datensätze und 1,3 Millionen Datenbankeinträge. Aufgenommen sind archäologische Stätten, Gebäude, industrielle Baudenkmäler und maritime Objekte in Schottland. CANMORE wurde von Historic Environment Scotland aufgebaut und gegenwärtig verwaltet. Es enthält Informationen und Sammlungen aus Vermessungen nicht nur von Historic Environment Scotland, sondern auch anderer Organisationen, Einrichtungen und Privatpersonen. Die Einträge behandeln Örtlichkeiten, es wurden aber auch Sammlungen von Bildern und Dokumenten aufgearbeitet und es stehen Bilder, Photos wie andere graphische Erzeugnisse zur Verfügung. Ein weiteres Arbeitsfeld ist die Digitalisierung historischer Dokumente und Veröffentlichungen.
Nach einer Registrierung kann man eigene Beiträge bei CANMORE einstellen.
Die Datenbank kann mit einer detaillierten Suchmaske durchsucht werden. Es besteht aber auch die Möglichkeit, über Themengalerien oder ein Präsenzarchiv die Datenbestände zu sichten. Welche Inhalte abgerufen werden können und welche Limitationen bestehen, beschreibt die Seite Guidance and Information.